# Domingo Caycedo
 (janvier 2020).
Si vous disposez d'ouvrages ou d'articles de référence ou si vous connaissez des sites web de qualité traitant du thème abordé ici, merci de compléter l'article en donnant les références utiles à sa vérifiabilité et en les liant à la section « Notes et références ».
Domingo Caycedo Santamaría, né le 4 août 1783 à Santafe de Bogota et mort le 1er juillet 1843 dans les faubourgs de la capitale, est un homme d'État et ancien président de Grande Colombie du 4 mai au 13 juin 1830 puis du 3 mai au 22 novembre 1831.

## Biographie
Le 1er avril 1830, lorsque le président Simón Bolívar dut prendre un congé de Bogota à l'Hacienda de Fucha, cherchant à se remettre d'une maladie, Caycedo assuma la fonction de président par intérim. Ce serait la première de plusieurs occasions d’agir à titre de président en cette qualité. 
Plus tard dans la même année, lorsque Bolívar, le père fondateur, a démissionné irrévocablement de sa présidence, le Congrès a élu Joaquín Mosquera président et Caycedo vice-président. Parce que Mosquera était très malade et fragile, Caycedo a assumé le pouvoir exécutif en tant que président par intérim le 2 août 1830[2].
Caycedo a été destitué, par le premier coup d'État du pays, par le général vénézuélien Rafael Urdaneta le 5 septembre 1830. Quelques mois plus tard, soutenu par l'armée constitutionnelle regroupée, Caycedo a proclamé qu'il était le président légitime le 11 avril 1831. Il a pris contact avec le général Urdaneta et l'a invité à un sommet pour discuter de l'avenir du gouvernement du pays. Urdaneta a accepté et le 28 avril 1831, ils se sont rencontrés à Junats de Apulo, près de la ville de Tocaima. Ils parviennent tous deux à un accord et signent l'accord d'Apulo, par lequel le général Urdaneta reconnaît Caycedo comme président par intérim. Ainsi, Caycedo, une fois de plus, a pris ses fonctions le 3 mai 1831. 
Caycedo, en tant que président par intérim, a convoqué le Congrès. Le 15 novembre 1831, le Congrès élit le général Francisco de Paula Santander président et le général José María Obando vice-président. 
Quelques années plus tard, Caycedo a été élu au Congrès, nommé secrétaire au Trésor et, encore une fois, six fois de plus, Caycedo agirait en tant que président par intérim chaque fois que le président José Ignacio de Márquez devait être absent de ses fonctions pendant de courtes périodes. 
Enfin, entre 1841 et 1845, pendant la présidence de Pedro Alcántara Herrán, Caycedo a de nouveau exercé les fonctions de président par intérim à deux reprises lors d'absences temporaires du président. À ce titre, le général Caycedo est devenu le Colombien à avoir présidé le plus de fois, onze au total.